# Talsperre Engerda
Die Talsperre Engerda ist eine Stauanlage am Mittellauf des Wiedabachs im Hexengrund auf dem Gebiet der Gemeinde Uhlstädt-Kirchhasel im Landkreis Saalfeld-Rudolstadt in Thüringen (Deutschland). 

## Die Anlage
Ein etwa 200 m langer Erddamm rund 1,5 km südöstlich von Engerda und südwestlich von Rödelwitz – beides an der Landesstraße 2391 gelegene Ortsteile von Uhlstädt-Kirchhasel – staut den Wiedabach zu einem kleinen See von etwa 500 m Länge und nur wenig mehr als 200 m Breite. Bei Vollstau hat er eine Fläche von 8,4 Hektar. Die Anlage besitzt ein kombiniertes Entnahme- und Überlaufbauwerk am wasserseitigen Dammfuß. Betreiber ist die Thüringer Fernwasserversorgung.

## Freizeitnutzung
Baden ist nicht erlaubt, aber das verhältnismäßig trübe Wasser ist nährstoffreich und daher auch fischreich. Der Fischereiverein Heidecksburg Rudolstadt ist Pächter des Sees und gibt auch Tageskarten und Jahreskarten für Gastangler aus. Die Hauptfischarten sind Karpfen, Hecht, Zander, Aal, Barsch und Rotfeder. Karpfen von bis zu 10 kg Gewicht, Hechte und Zander von 80–95 cm Länge werden regelmäßig gefangen. Verboten sind dabei vor allem Nachtangeln und die Nutzung von Köderfischen zum Raubfischangeln.
Das Südufer des Stausees ist bewaldet, aber im Norden und Westen befinden sich Liegewiesen, auf denen vereinzelt FKK-Anhänger entspannen.